# Іспано-Українська Торгова палата

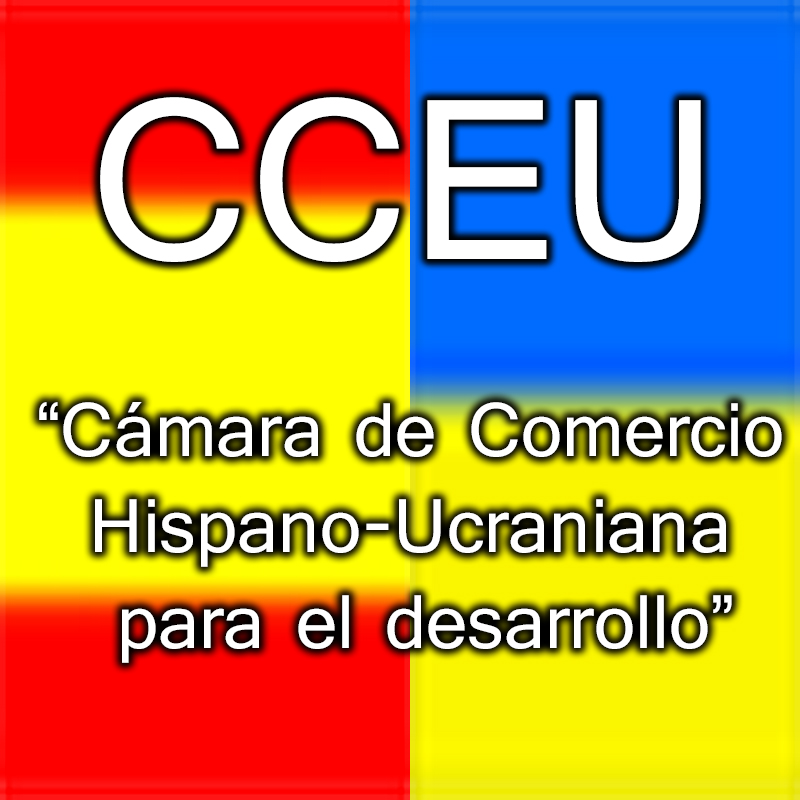
Іспано-Українська торгова палата

Іспано-Українська Торгова Палата — офіційна юридична іспанська структура, неурядова організація, яка діє згідно зі Статутом Іспано-Української Торгової Палати, працює згідно з іспанським законодавством і ставить за мету розвиток економічних відносин та сприяння торгівлі й інвестиціям між Україною та Іспанією шляхом організації та підтримки торгових місій, семінарів та бізнес-конференцій, поширення ділового досвіду; надання доступу до інформаційних ресурсів діловим колам Іспанії та України; представлення і захист членів Палати, які керуються чесними й відкритими принципами діяльності, що регулює чинне законодавство; сприяння розквіту підприємництва, а також стимулювання залучення інвестицій в економіку України.

## Основне завдання ІУТП (CCEU)
Основне завдання ІУТП (CCEU) — працювати на ринках України та Іспанії, співпрацювати з партнерами з інших країн, бути їхніми лобістами у взаєминах із бізнесом та урядами, центральними та регіональними.
Своє завдання Палата реалізує через: організацію господарчих місій; тренінги та курси; семінари та конференції; професійне обслуговування виставок; видання періодичних рекламних матеріалів; допомогу підприємствам у пошуку надійних торгових партнерів; тісну співпрацю з Посольством України в Королівстві Іспанія, Генеральним консульством у м. Барселона, консульством у м. Малага, Почесним консульством України в м. Валенсія, Посольством Королівства Іспанії в Україні, органами державної влади та місцевого самоврядування, громадськими організаціями української діаспори та підприємцями, ЗМІ.
ІУТП пропонує професійні юридичні консультації, допомогу у відкритті підприємств, філій та представництв на території Іспанії та України, допомогу в отриманні різних дозволів, сертифікатів та свідоцтв, в навчанні та придбанні нерухомості тощо. А також послуги щодо розміщення рекламних матеріалів фірм у виданнях Палати, які розповсюджують серед іспанських та українських фірм, органів державної влади та місцевого самоврядування.
Засновники Палати мають десятирічний досвід в організації українсько-іспанських заходів. З їхнею допомогою відбувалися зустрічі Торгово-промислових палат України та Іспанії, зустрічі з регіональними палатами Іспанії та України. Вони доклали зусиль, щоби на високому рівні організувати семінар «Україна-Іспанія: крок до Європи»; на їхнє запрошення приїжджали делегації підприємців з України, а також велика кількість бізнесменів, які репрезентували свої підприємства.
ІУТП має досвід надання консалтингових послуг через структуру Асоціації «Україна» та Федерацію українських асоціацій в Іспанії, президентом яких Михайло Петруняка обрали 2003 та 2005 рр. відповідно. До Статутів Асоціації та Федерації також було внесено розділи про сприяння розвитку економічних відносин між нашими країнами. Від 2009 року мене уповноважили бути офіційним представником Торгово-промислової палати України в Іспанії, також Михайло Петруняк репрезентував автономну область Валенсія (провінції Валенсія, Кастельйон та Аліканте) як представник Інституту зовнішньої комерції Валенсії (IVEX) в Україні (центр у м. Прага, Чехія).
ІУТП взяли участь у торгово-виставкових заходах в Іспанії та Україні, де представляли одночасно обидві держави. Зорганізували господарчі місії, учасники яких змогли успішно знайти контакти для співпраці.
ІУТП має досвід проведення семінарів та курсів на тему чинного в Україні законодавства у сфері податків, мита, банківської та інвестиційної діяльності, вільних економічних зон, зовнішньої торгівлі тощо. З допомогою українських та іспанських партнерів, які вже мають великий досвід роботи з Україною, ІУТП може надати всі без винятку юридичні та бухгалтерські послуги.
ІУТП володіє інформацією щодо дотацій та коштів з державного бюджету і фондів ЄС, які призначено на підтримку експорту та розвиток підприємств.
Засновники ІУТП (CCEU) мають досвід і розуміють важливість створення організації, яка б координувала і надала можливість підприємцям України та Іспанії отримувати правдиву, надійну та вчасну інформацію щодо можливості розвитку бізнесу в обидвох країнах, придбання нерухомості, дозволу на проживання та можливість розвитку бізнесу в Іспанії та Україні. Засновники твердо переконані в тому, що шлях України — це європейська інтеграція, і готові робити все, щоб наблизити той час, коли Україна, зокрема з допомогою Іспанії, буде в Європейській Економічній Співдружності, в демократичному суспільстві, де насамперед сповідують права людини, права особистості як виробника всіх людських благ.

## Керівництво ІУТП (CCEU)
Президент «Іспано-Української Торгової Палати», офіційний представник ТПП України в Іспанії, президент Асоціації українців Іспанії «Україна» — Михайло Петруняк.